# Jeff Perry
Jeffrey Perry (sinh ngày 16 tháng 8 năm 1955) là một nam diễn viên người Mỹ.

## Danh sách phim
(Một số phim truyền hình và điện ảnh)
- Remember My Name (1978) trong vai Harry
- A Wedding (1978) trong vai Bunky Lemay
- Say Goodnight, Gracie (1983)
- Tales from the Hollywood Hills: Closed Set (1988) trong vai Bud
- Three Fugitives (1989) trong vai Orderly Two
- Family Ties trong vai David Simmons (1 tập, 1989)
- Columbo: Murder, Smoke, and Shadows trong vai Leonard Fisher (1989)
- Outsourced (1 tập, 2010)
- Grey's Anatomy trong vai Thatcher Grey (14 tập, 2006-2011)
- Picture Paris (2011) trong vai Keith
- The Anniversary at Shallow Creek (2011) trong vai Cashier
- The Chicago Code trong vai David Argyle (1 tập, 2011)
- Scandal trong vai Cyrus Beene (2012–2018)
- Lizzie (2018)